# هیرو اوزاوا
هیرو اوزاوا (انگلیسی: Hiro Ozawa؛ زادهٔ ۱۸ مهٔ ۱۹۹۸) بازیکن فوتبال اهل ژاپن است.